# Kovács Lajos (tanár, 1856–1900)
Kovács Lajos (Kisgyőr, 1856. január 19. – Miskolc, 1900. október 7.) állami felső-kereskedelmi iskolai tanár, református lelkész. Kovács Gábor református főgimnáziumi igazgató és író testvéröccse.

## Élete
1866-tól 1874-ig a miskolci líceumot és 1874. szeptember 10-től Sárospatakon a bölcseleti és 1875. szeptember 10-től a teológiai tantárgyakat is hallgatta. 1878-ban középiskolai tanári oklevelet nyert magyar nyelv és bölcseletből; 1878-ban és 1881-ben a két papi vizsgálatot letevén, okleveles választható református lelkész lett. Tábori lelkész volt 1877-től 1887-ig a közös hadseregnél és 1887-től 1889-ig a honvédségnél. 1879. január 1-től a miskolci polgáriskola tanára volt; később az ottani állami felső kereskedelmi iskolában a magyar nyelvet és irodalmat tanította, az alsó fokú ipariskolában pedig a mértant és az ügyiratokat. A kereskedelmi tanári testület jegyzője, az önképzőkör alapítója és elnöke; a miskolci közművelődési egyesületnek és tanügyi körnek tagja volt.
Cikke a Zemplénben (1877. A Koránról), a Borsodmegyei Lapokba (1881-1882. költeményeket írt); a Fővárosi Lapokban (1886. 270. sz. Kazinczy mint levélíró); programmértekezése a miskolczi m. kir. áll. polg. fiú- és leányiskola Értesítőjében (1890. Baróti Szabó Dávid nyelvujító törekvései, ism. Egyet. Phil. Közlöny XVI. 780. lap), a Borsodban (Utunk Velenczébe, A kis-győri Rétmányárok kövületeiről).

## Munkái
- Költői elbeszélések, regék, mondák, leírások. Bpest, 1885. (Ism. Borsodm. Lapok 17-19. sz.)
- Kazinczy Ferencznek mint költőnek és prózaírónak jellemzése. Miskolcz. 1886.
- Baróthi Szabó Dávidnak nyelvjavító törekvései. Uo. 1888.